# Mumbai Falcons
Mumbai Falcons es una escudería india de automovilismo con base en Pune, India. La escudería fue fundada en 2019.

## Historia
El equipo fue fundado en noviembre de 2019 por Gadhoke Group. Debutaron en noviembre de 2019 en la liga X1RL con sus 5 pilotos Kush Maini, Mikkel Jensen, Pippa Mann, Karthik Tharani y Sohil Shah. Entraron en el campeonato asiático de F3 en 2021. El equipo se convirtió en el primer equipo indio en competir y terminar entre los 3 primeros en el Campeonato asiático de F3 con los pilotos Kush Maini y Jehan Daruvala. El equipo tenía a Armaan Ebrahim como director del equipo. También es asesorado por Kapil Dev. Los monoplazas del equipo fueron operados por Prema Powerteam.
El 19 de agosto de 2021, Mumbai Falcons confirmó que traerán al Campeonato de Fórmula Regional India. La temporada se esperaba que comenzara en noviembre de 2022. Pero luego de meses sin comunicación de los sitios oficiales, la temporada fue cancelada a fines de octubre.
El 20 de febrero de 2022, Mumbai Falcons obtuvieron una histórica doble victoria en el Campeonato de Fórmula Regional Asiática, donde ganaron tanto el Campeonato de Pilotos como el de Equipos.

## Resultados

### Categorías actuales

#### Campeonato de Fórmula Regional Asiática
| Temporada | Monoplaza    | Piloto            | Carreras | Victorias | Poles | VR | Puntos | Pos. | Pos. |
| --------- | ------------ | ----------------- | -------- | --------- | ----- | -- | ------ | ---- | ---- |
| 2021      | Tatuus T-318 | Jehan Daruvala    | 15       | 3         | 3     | 3  | 192    | 3.º  | 3.º  |
| 2021      | Tatuus T-318 | Kush Maini        | 15       | 0         | 0     | 2  | 55     | 11.º | 3.º  |
| 2022      | Tatuus T-318 | Arthur Leclerc    | 15       | 4         | 1     | 1  | 218    | 1.º  | 1.º  |
| 2022      | Tatuus T-318 | Dino Beganovic    | 15       | 1         | 0     | 2  | 130    | 5.º  | 1.º  |
| 2022      | Tatuus T-318 | Sebastián Montoya | 9        | 2         | 3     | 2  | 92     | 7.º  | 1.º  |
| 2022      | Tatuus T-318 | Oliver Bearman    | 6        | 0         | 0     | 0  | 29     | 15.º | 1.º  |

#### Campeonato de Fórmula Regional de Medio Oriente
| Temporada | Monoplaza        | Piloto                | Carreras | Victorias | Poles | VR | Puntos | Pos. | Pos. |
| --------- | ---------------- | --------------------- | -------- | --------- | ----- | -- | ------ | ---- | ---- |
| 2023      | Tatuus F.3 T-318 | Andrea Kimi Antonelli | 15       | 3         | 3     | 5  | 192    | 1.º  | 1.º  |
| 2023      | Tatuus F.3 T-318 | Rafael Câmara         | 15       | 0         | 0     | 0  | 131    | 3.º  | 1.º  |
| 2023      | Tatuus F.3 T-318 | Lorenzo Fluxá         | 15       | 0         | 0     | 0  | 122    | 4.º  | 1.º  |
| 2023      | Tatuus F.3 T-318 | Dino Beganovic        | 6        | 2         | 0     | 1  | 62     | 11.º | 1.º  |
| 2023      | Tatuus F.3 T-318 | Kirill Smal           | 9        | 0         | 0     | 0  | 32     | 15.º | 1.º  |

#### Campeonato de EAU de Fórmula 4
| Temporada | Monoplaza      | Piloto           | Carreras | Victorias | Poles | VR | Puntos | Pos. | Pos. |
| --------- | -------------- | ---------------- | -------- | --------- | ----- | -- | ------ | ---- | ---- |
| 2022      | Tatuus F4-T421 | Sohil Shah       | 16       | 0         | 0     | 0  | 3      | 24.º | N/A  |
| 2022      | Tatuus F4-T421 | Yash Aradhya     | 8        | 0         | 0     | 0  | 0      | 35.º | N/A  |
| 2022      | Tatuus F4-T421 | Kyle Kumaran     | 4        | 0         | 0     | 0  | 0      | 38.º | N/A  |
| 2022      | Tatuus F4-T421 | Ruhaan Alva      | 4        | 0         | 0     | 0  | 0      | 40.º | N/A  |
| 2023      | Tatuus F4-T421 | James Wharton    | 15       | 4         | 4     | 5  | 232    | 1.º  | 1.º  |
| 2023      | Tatuus F4-T421 | Tuukka Taponen   | 15       | 4         | 2     | 2  | 212    | 2.º  | 1.º  |
| 2023      | Tatuus F4-T421 | Muhammad Ibrahim | 9        | 0         | 0     | 0  | 4      | 26.º | 1.º  |
| 2023      | Tatuus F4-T421 | Rishon Rajeev    | 6        | 0         | 0     | 0  | 0      | 35.º | 1.º  |

### Categorías Anteriores

#### X1 Racing League
| Temporada | Coche           | Piloto                                                         | Carreras | Podios |
| --------- | --------------- | -------------------------------------------------------------- | -------- | ------ |
| 2019      | Mygale-BMW FB02 | Sohil Shah Kush Maini Pippa Mann Mikkel Jensen Karthik Tharani | 8        | 6      |

## Línea de tiempo
| Current series                          | Current series |
| --------------------------------------- | -------------- |
| Campeonato de Fórmula Regional Asiática | 2021–          |
| Campeonato de EAU de Fórmula 4          | 2022–          |
| Campeonato de Fórmula Regional India    | 2022–          |
| Campeonato de Fórmula 4 de India        | 2022–          |
| Former Series                           |                |
| X1 Racing League                        | 2019           |